# Луціє Шафарова

Луціє (Люсі) Шафар(ж)ова (чеськ. Lucie Šafářová, [ˈlutsɪjɛ ˈʃafaːr̝ovaː], 4 лютого 1987) — чеська тенісистка, бронзова медалістка Олімпійських ігор. 
Найвищим досягненням Шафарової на турнірах Великого шолома в одиночному розряді був вихід у фінал Відкритого чемпіонату Франції 2015 року. Цей результат дозволив їй увійти до чільної десятки рейтингу WTA.
У парному розряді Шафарова разом із Бетані Маттек-Сендс здобула перемогу у Відкритому чемпіонаті Австралії 2015 та Відкритому чемпіонаті Франції 2015. Наступним турніром Великого шолома, що підкорився парі Маттек-Сендс/Шафарова, став Відкритий чемпіонат США 2016. Пара виграла також наступні два турніри Великого шолома — Відкритий чемпіонат Австралії 2017 та Відкритий чемпіонат Франції 2017, але на Вімблдонському турнірі Маттек-Сендс розірвала коліно в матчі одиночного розряду й вибула зі змагань. 
У серпні 2017 року Шафарова випередила свою травмовану партнерку Бетані Маттек-Сендс у рейтингу й стала першою ракеткою світу в парному розряді. 
Бронзову медаль Олімпіади в Ріо-де-Жанейро Луціє виграла в парі з Барборою Стрицовою. 
Шафарова має співвідношення перемог і поразок у Кубку Федерації 13-12 (на вересень 2016).
Шафарова шульга з дворучним бекхендом, використовує топспін на зразок Рафаеля Надаля. Вона вміє швидко вхопитися за нагоду взяти ініціативу в свої руки. Для неї характерний дуже нестійкий прийом подачі: вона може одразу здобути або втратити з нього очко. Улюбленою поверхнею Шафарової є ґрунт.
До 2011 року Луціє дружила з чеським тенісистом Томашом Бердихом.
На Відкритому чемпіонаті Франції 2019 року, де Шафарова грала пару із Домінкою Цібулковою (вони програли в першому колі) тенісистка оголосила завершення кар'єри.

## Фінали турнірів Великого шолома

### Одиночний розряд: 1 (1 поразка)
| Результат | Рік  | Турнір      | Поверхня | Супротивник    | Рахунок            |
| --------- | ---- | ----------- | -------- | -------------- | ------------------ |
| Поразка   | 2015 | French Open | Ґрунт    | Серена Вільямс | 3–6, 7–6(7–2), 2–6 |

### Парний розряд: 3 (3 перемоги)
| Результат | Рік  | Турнір          | Поверхня | Партнер             | Супротивниці                       | Рахунок            |
| --------- | ---- | --------------- | -------- | ------------------- | ---------------------------------- | ------------------ |
| Перемога  | 2015 | Australian Open | Хард     | Бетані Маттек-Сендс | Чань Юнцзянь Чжен Цзє              | 6–4, 7–6(7–5)      |
| Перемога  | 2015 | French Open     | Ґрунт    | Бетані Маттек-Сендс | Ярослава Шведова Кейсі Деллаква    | 3–6, 6–4, 6–2      |
| Перемога  | 2016 | US Open         | Хард     | Бетані Маттек-Сендс | Каролін Гарсія Крістіна Младенович | 2–6, 7–6(7–5), 6–4 |
| Перемога  | 2017 | Australian Open | Хард     | Бетані Маттек-Сендс | Андреа Главачкова Пен Шуай         | 6–7(4–7), 6–3, 6–3 |
| Перемога  | 2017 | French Open     | Ґрунт    | Бетані Маттек-Сендс | Ешлі Барті Кейсі Деллаква          | 6–2, 6–1           |

## Фінали турнірів WTA

### Одиночний розряд: 17 (7 титулів, 10 поразок)
| Легенда                      |
| ---------------------------- |
| Турніри Великого шлему (0–1) |
| Турніри WTA 1000 (0–0)       |
| Турніри WTA 500 (1–4)        |
| Турніри WTA 250 (6–5)        |

| Фінали за покриттям |
| ------------------- |
| Тверде (4–5)        |
| Ґрунт (2–2)         |
| Трава (0–1)         |
| Килим (1–2)         |

| Результат | В-П  | Дата     | Турнір                                           | Категорія     | Покриття      | Опонент           | Рахунок             |
| --------- | ---- | -------- | ------------------------------------------------ | ------------- | ------------- | ----------------- | ------------------- |
| Перемога  | 1–0  | Тра 2005 | Estoril Open, Португалія                         | Tier IV       | Ґрунт         | Лі На             | 6–7(4–7), 6–4, 6–3  |
| Поразка   | 1–1  | Чер 2005 | Rosmalen Grass Court Championships, Нідерланди   | Tier III      | Трава         | Клара Коукалова   | 6–3, 2–6, 2–6       |
| Перемога  | 2–1  | Сер 2005 | Forest Hills Tennis Classic, США                 | Tier IV       | Тверде        | Саня Мірза        | 3–6, 7–5, 6–4       |
| Перемога  | 3–1  | Січ 2006 | Australian Тверде Court Championships, Австралія | Tier III      | Тверде        | Флавія Пеннетта   | 6–3, 6–4            |
| Поразка   | 3–2  | Лют 2007 | Open GDF Suez, Франція                           | Tier II       | Килим (i)     | Надія Петрова     | 6–4, 1–6, 4–6       |
| Перемога  | 4–2  | Сер 2008 | Forest Hills Classic, США                        | Tier IV       | Тверде        | Пен Шуай          | 6–4, 6–2            |
| Поразка   | 4–3  | Вер 2009 | Tournoi de Québec, Канада                        | International | Килим (i)     | Мелінда Цінк      | 6–4, 3–6, 5–7       |
| Поразка   | 4–4  | Лют 2010 | Open GDF Suez, Франція                           | Premier       | Тверде (i)    | Олена Дементьєва  | 7–6(7–5), 1–6, 4–6  |
| Поразка   | 4–5  | Бер 2011 | BMW Malaysian Open, Малайзія                     | International | Тверде        | Єлена Докич       | 6–2, 6–7(9–11), 4–6 |
| Поразка   | 4–6  | Чер 2011 | Danish Open, Данія                               | International | Тверде (i)    | Каролін Возняцкі  | 1–6, 4–6            |
| Поразка   | 4–7  | Кві 2012 | Charleston Open, США                             | Premier       | Ґрунт (green) | Серена Вільямс    | 0–6, 1–6            |
| Перемога  | 5–7  | Вер 2013 | Tournoi de Québec, Канада                        | International | Килим (i)     | Марина Еракович   | 6–4, 6–3            |
| Перемога  | 6–7  | Лют 2015 | Qatar Ladies Open, Катар                         | Premier       | Тверде        | Вікторія Азаренко | 6–4, 6–3            |
| Поразка   | 6–8  | Чер 2015 | Відкритий чемпіонат Франції з тенісу, Франція    | Grand Slam    | Ґрунт         | Серена Вільямс    | 3–6, 7–6(7–2), 2–6  |
| Поразка   | 6–9  | Сер 2015 | Connecticut Open, США                            | Premier       | Тверде        | Петра Квітова     | 7–6(8–6), 2–6, 2–6  |
| Перемога  | 7–9  | Кві 2016 | WTA Prague Open, Чехія                           | International | Ґрунт         | Саманта Стосур    | 3–6, 6–1, 6–4       |
| Поразка   | 7–10 | Лют 2017 | Hungarian Ladies Open, Угорщина                  | International | Тверде (i)    | Тімеа Бабош       | 7–6(7–4), 4–6, 3–6  |

### Парний розряд: 21 (15 титулів, 6 поразок)
| Легенда          |
| ---------------- |
| Grand Slam (5–0) |
| WTA Фінали (0–1) |
| WTA 1000 (5–0)   |
| WTA 500 (5–2)    |
| WTA 250 (0–3)    |

| Фінали за покриттям |
| ------------------- |
| Тверде (8–2)        |
| Ґрунт (7–3)         |
| Трава (0–1)         |
| Килим (0–0)         |

| Результат | В-П  | Дата     | Турнір                                            | Категорія     | Покриття      | Партнер                | Опонент                                      | Рахунок            |
| --------- | ---- | -------- | ------------------------------------------------- | ------------- | ------------- | ---------------------- | -------------------------------------------- | ------------------ |
| Поразка   | 0–1  | Сер 2008 | Nordea Nordic Light Open, Швеція                  | Tier IV       | Тверде        | Петра Цетковська       | Івета Бенешова Барбора Стрицова              | 5–7, 4–6           |
| Перемога  | 1–1  | Кві 2012 | Charleston Open, США                              | Premier       | Ґрунт (green) | Анастасія Павлюченкова | - Анабель Медіна Гаррігес - Ярослава Шведова | 5–7, 6–4, [10–6]   |
| Перемога  | 2–1  | Кві 2013 | Charleston Open, США (2)                          | Premier       | Ґрунт (green) | Крістіна Младенович    | - Андреа Сестіні Главачкова - Лізель Губер   | 6–3, 7–6(8–6)      |
| Перемога  | 3–1  | Тра 2013 | Мастерс Мадрид, Іспанія                           | Premier M     | Ґрунт         | Анастасія Павлюченкова | - Кара Блек - Марина Еракович                | 6–2, 6–4           |
| Перемога  | 4–1  | Січ 2014 | Sydney International, Австралія                   | Premier       | Тверде        | Тімеа Бабош            | - Сара Еррані - Роберта Вінчі                | 7–5, 3–6, [10–7]   |
| Перемога  | 5–1  | Січ 2015 | Відкритий чемпіонат Австралії з тенісу, Австралія | Grand Slam    | Тверде        | Бетані Маттек-Сендс    | - Латіша Чжань - Чжен Цзє                    | 6–4, 7–6(7–5)      |
| Перемога  | 6–1  | Кві 2015 | Porsche Tennis Grand Prix, Німеччина              | Premier       | Ґрунт (i)     | Бетані Маттек-Сендс    | - Каролін Гарсія - Катарина Среботнік        | 6–4, 6–3           |
| Перемога  | 7–1  | Чер 2015 | Відкритий чемпіонат Франції з тенісу, Франція     | Grand Slam    | Ґрунт         | Бетані Маттек-Сендс    | Ярослава Шведова Кейсі Деллаква              | 3–6, 6–4, 6–2      |
| Перемога  | 8–1  | Сер 2015 | Мастерс Канада, Канада                            | Premier 5     | Тверде        | Бетані Маттек-Сендс    | Каролін Гарсія Катарина Среботнік            | 6–1, 6–2           |
| Перемога  | 9–1  | Кві 2016 | Відкритий чемпіонат Маямі з тенісу, США           | Premier M     | Тверде        | Бетані Маттек-Сендс    | Тімеа Бабош Ярослава Шведова                 | 6–3, 6–4           |
| Поразка   | 9–2  | Кві 2016 | Charleston Open, США                              | Premier       | Ґрунт (green) | Бетані Маттек-Сендс    | Каролін Гарсія Крістіна Младенович           | 2–6, 5–7           |
| Перемога  | 10–2 | Вер 2016 | Відкритий чемпіонат США з тенісу, США             | Grand Slam    | Тверде        | Бетані Маттек-Сендс    | Каролін Гарсія Крістіна Младенович           | 2–6, 7–6(7–5), 6–4 |
| Перемога  | 11–2 | Жов 2016 | Wuhan Open, КНР                                   | Premier 5     | Тверде        | Бетані Маттек-Сендс    | Саня Мірза Барбора Стрицова                  | 6–1, 6–4           |
| Перемога  | 12–2 | Жов 2016 | China Open, КНР                                   | Premier M     | Тверде        | Бетані Маттек-Сендс    | Каролін Гарсія Крістіна Младенович           | 6–4, 6–4           |
| Поразка   | 12–3 | Жов 2016 | Фінал WTA, Сінгапур                               | WTA Фінали    | Тверде (i)    | Бетані Маттек-Сендс    | - Катерина Макарова - Олена Весніна          | 6–7(5–7), 3–6      |
| Перемога  | 13–3 | Січ 2017 | Australian Open, Австралія (2)                    | Grand Slam    | Тверде        | Бетані Маттек-Сендс    | Андреа Главачкова Пен Шуай                   | 6–7(4–7), 6–3, 6–3 |
| Перемога  | 14–3 | Кві 2017 | Charleston Open, США (3)                          | Premier       | Ґрунт         | Бетані Маттек-Сендс    | Луціє Градецька Катержина Сінякова           | 6–1, 4–6, [10–7]   |
| Перемога  | 15–3 | Чер 2017 | French Open, Франція (2)                          | Grand Slam    | Ґрунт         | Бетані Маттек-Сендс    | Ешлі Барті Кейсі Деллаква                    | 6–2, 6–1           |
| Поразка   | 15–4 | Чер 2018 | Mallorca Open, Іспанія                            | International | Трава         | Барбора Штефкова       | Андрея Клепач Марія Хосе Мартінес Санчес     | 1–6, 6–3, [3–10]   |
| Поразка   | 15–5 | Кві 2019 | Stuttgart Open, Німеччина                         | Premier       | Ґрунт (i)     | Анастасія Павлюченкова | Мона Бартель Анна-Лена Фрідзам               | 6–2, 3–6, [6–10]   |
| Поразка   | 15–6 | Лип 2024 | Prague Open, Чехія                                | WTA 250       | Ґрунт         | Бетані Маттек-Сендс    | Барбора Крейчикова Катержина Сінякова        | 3–6, 3–6           |